# Jabari Walker
Pour les articles homonymes, voir Walker.
Jabari Dominic Walker, né le 30 juillet 2002 à Wichita dans le Kansas, est un joueur américain de basket-ball évoluant aux postes d'ailier et ailier fort.

## Biographie

### Carrière universitaire
Entre 2020 et 2022, il joue pour les Buffaloes du Colorado.

### Carrière professionnelle

#### Trail Blazers de Portland (2022-2025)
Lors de la draft 2022, il est choisi en 57e position par les Trail Blazers de Portland.

#### 76ers de Philadelphie (depuis 2025)
En juillet 2025, Walker rejoint les 76ers de Philadelphie via un contrat two-way.

## Statistiques

### Universitaires
| Saison    | Équipe   | Matchs | Titul. | Min./m | % Tir | % 3pts | % LF | Rbds/m. | Pass/m. | Int/m. | Ctr/m. | Pts/m. |
| --------- | -------- | ------ | ------ | ------ | ----- | ------ | ---- | ------- | ------- | ------ | ------ | ------ |
| 2020-2021 | Colorado | 26     | 0      | 14,2   | 52,6  | 52,3   | 77,8 | 4,35    | 0,50    | 0,46   | 0,46   | 7,62   |
| 2021-2022 | Colorado | 33     | 33     | 28,1   | 46,1  | 34,6   | 78,4 | 9,39    | 1,24    | 0,73   | 0,67   | 14,64  |
| Carrière  | Carrière | 59     | 33     | 21,9   | 47,9  | 39,9   | 78,3 | 7,17    | 0,92    | 0,61   | 0,58   | 11,54  |

### Professionnelles

#### Saison régulière
| Saison    | Équipe   | Matchs | Titul. | Min./m | % Tir | % 3pts | % LF | Rbds/m. | Pass/m. | Int/m. | Ctr/m. | Pts/m. |
| --------- | -------- | ------ | ------ | ------ | ----- | ------ | ---- | ------- | ------- | ------ | ------ | ------ |
| 2022-2023 | Portland | 56     | 0      | 11,1   | 41,9  | 28,6   | 75,6 | 2,34    | 0,61    | 0,18   | 0,23   | 3,86   |
| 2023-2024 | Portland | 72     | 23     | 23,6   | 46,0  | 29,5   | 75,4 | 7,06    | 0,99    | 0,58   | 0,31   | 8,86   |
| Carrière  | Carrière | 128    | 23     | 18,1   | 44,8  | 29,2   | 75,5 | 4,99    | 0,82    | 0,41   | 0,27   | 6,67   |

## Records sur une rencontre en NBA
Les records personnels de Jabari Walker en NBA sont les suivants, :
| Type de statistique        | Saison régulière | Saison régulière            | Saison régulière |
| Type de statistique        | Record           | Adversaire                  | Date             |
| -------------------------- | ---------------- | --------------------------- | ---------------- |
| Points                     | 25               | Spurs de San Antonio        | 29 décembre 2023 |
| Paniers marqués            | 8                | 2 fois                      | 2 fois           |
| Paniers tentés             | 17               | @ Hornets de Charlotte      | 3 avril 2024     |
| Paniers à 3 points réussis | 4                | Kings de Sacramento         | 31 mars 2023     |
| Paniers à 3 points tentés  | 7                | Thunder d'Oklahoma City     | 23 janvier 2024  |
| Lancers francs réussis     | 10               | Spurs de San Antonio        | 29 décembre 2023 |
| Lancers francs tentés      | 13               | Spurs de San Antonio        | 29 décembre 2023 |
| Rebonds offensifs          | 7                | Warriors de Golden State    | 11 avril 2024    |
| Rebonds défensifs          | 19               | @ Hornets de Charlotte      | 3 avril 2024     |
| Rebonds totaux             | 22               | @ Hornets de Charlotte      | 3 avril 2024     |
| Passes décisives           | 5                | @ Magic d'Orlando           | 1er avril 2024   |
| Interceptions              | 4                | @ 76ers de Philadelphie     | 29 octobre 2023  |
| Contres                    | 2                | 3 fois                      | 3 fois           |
| Balles perdues             | 4                | @ Timberwolves du Minnesota | 12 janvier 2024  |
| Minutes jouées             | 43               | Pistons de Détroit          | 8 février 2024   |

- Double-double : 11
- Triple-double : 0

Dernière mise à jour : 21 septembre 2024

## Palmarès
- First-team All-Pac-12 (2022)
- Pac-12 All-Freshman Team (2021)

## Vie privée
Il est le fils de Samaki Walker, drafté en 9e position de la draft 1996 et champion NBA avec Lakers de Los Angeles en 2002.